# M, un assassí entre nosaltres
M, un assassí entre nosaltres (títol original en alemany M, títol alternatiu M - Eine Stadt sucht einen Mörder) és una pel·lícula policíaca alemanya de 1931 dirigida per Fritz Lang, amb guió del mateix Lang i la seua esposa Thea von Harbou. Va ser la primera pel·lícula sonora de Lang, encara que anteriorment ja havia dirigit més d'una dotzena de pel·lícules.
La pel·lícula ha esdevingut un clàssic, essent considerada pel mateix director com el seu millor treball.

## Trama

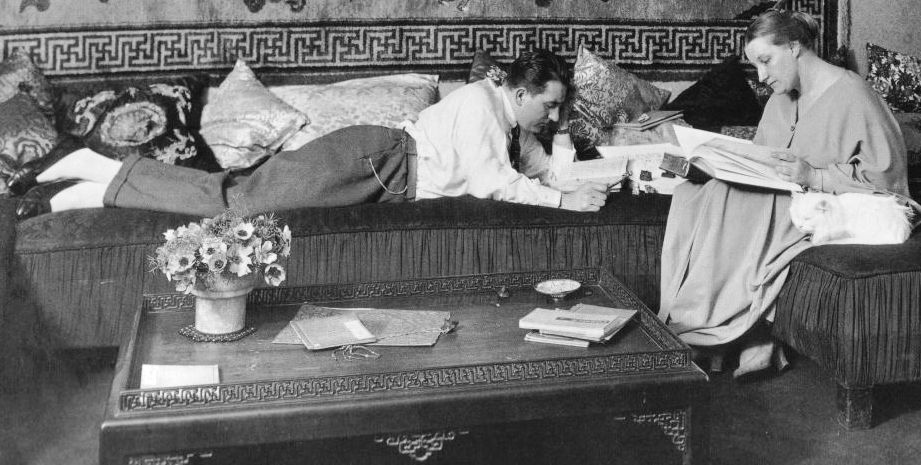
Fritz Lang i Thea von Harbou a Berlín a la dècada del 1920.

L'acció comença amb un grup de xiquets que juguen a un joc on es canta una cançó sobre un assassí infantil al pati d'un edifici d'apartaments de Berlín. Malgrat que a la pel·lícula no s'esmenta cap localització, el dialecte utilitzat pels personatges és característic dels ciutadans de Berlín, el mapa de la ciutat utilitzat per un inspector de policia tenia com a nom "Berlín" i un dels policies de la pel·lícula fa l'ordre de portar un sospitós a l'"Alex", la seu central de policia de Berlín, en l'Alexanderplatz. El joc infantil presagia l'aparició de Hans Beckert (Peter Lorre), un assassí en sèrie — i, implícitament, també pedòfil —; que assassina xiquetes. Inicialment el públic no pot veure la cara de Beckert; però poden identificar el personatge per la seua ombra, alguns trets del seu cos i perquè quan apareix en escena xiula la melodia «A la cova del rei de la muntanya» d'Edvard Grieg. Beckert compra un globus a un home cec i el dona a una xiqueta anomenada Elsie Beckmann (Inge Landgut). La tensió augmenta gradualment en veure com la seua mare (Ellen Widmann) espera que Elsie arribe per a dinar, fins que la dona acaba cridant-la per la finestra mentre la càmera enfoca la pilota amb què la xiqueta jugava, abandonada enmig de l'herba a l'exterior.
Mentrestant la policia, comandada per l'Inspector Karl Lohmann (Otto Wernicke), investiga sobre l'assassí utilitzant tècniques llavors modernes com el reconeixement d'empremtes dactilars i l'anàlisi grafològica. També realitzen espectaculars batudes i interroguen criminals coneguts, tot açò per a intentar enxampar l'assassí. L'acció policial afecta les accions dels malfactors del submon, de manera que una representació dels criminals de la ciutat decideixen enxampar l'assassí i lliurar-lo a la policia per tal que la situació torne a ser com abans i poder continuar així amb els seus «negocis»". Després d'una pluja d'idees que dura tota una nit els criminals busquen l'ajuda dels captaires per repartir-se la ciutat metre per metre i poder així controlar tots els xiquets de la ciutat per finalment interceptar l'assassí. Alhora, la policia manté una reunió similar i Lohmann arriba a la conclusió que l'assassí podria tenir un registre psiquiàtric previ, i demana la realització d'una llista de pacients recentment alliberats de centres psiquiàtrics que presenten un historial de delictes contra infants.
Així és com es desenvolupa una cursa entre policia i criminals per tal d'agafar l'assassí, completament inconscient de què està passant al seu voltant. Finalment Hans comet l'equivocació de començar a xiular la seua tonada característica una altra vegada a prop del mateix venedor de globus cec amb qui s'havia creuat anteriorment. L'home cec ho comunica a un dels criminals, que segueix l'assassí amb ajuda d'uns altres captaires i rodamons, que va alertant pel camí. En una cursa desesperada per enxampar-lo un d'ells agafa un guix per dibuixar-se a la mà una "M" (inicial de "Mörder", paraula que en alemany vol dir assassí), que marca a l'espatlla de Beckert fent veure que ha entropessat amb una pell de taronja.
Amb l'assassí "marcat", els captaires poden identificar-lo i, després de ser detectats per un Beckert aterrit, el persegueixen fins a emboscar-lo a un edifici d'oficines. Els lladres, gràcies a un equip format per especialistes a rebentar forrellats i caixes fortes, aconsegueixen entrar-hi, redueixen els guardes de seguretat i escorcollen tot l'edifici, del soterrani fins a l'àtic, capturant finalment al criminal fugitiu amb el temps just per escapar de l'edifici després que un dels vigilants activara l'alarma silenciosa. Beckett és jutjat per un tribunal dirigit per lladres, assassins i prostitutes, que s'improvisa en una destil·leria abandonada; i tenint Beckert dret a un "advocat" defensor (que no és un advocat d'ofici sinó un lladre). Beckert es defensarà al judici amb un apassionat monòleg, dient que les veus al seu cap l'obliguen a cometre aquests delictes, mentre que els altres criminals presents infringeixen la llei per voluntat pròpia. El seu "advocat" fins i tot assenyala que el "jutge" que presideix la sala és en crida i cerca per tres casos d'homicidi. Quan els criminals es disposen a matar Beckert, la policia (que ha capturat un dels lladres a l'edifici d'oficines i l'ha fet confessar) arriba a la destil·leria, impedint el linxament.
L'escena final de la pel·lícula té lloc en un tribunal real, amb cinc jutges a punt de donar a Beckert el seu veredicte. Abans que aquest s'anuncie, la càmera enfoca tres de les mares de les víctimes que ploren, amb la mare d'Elsie xisclant que "cap veredicte no ens tornarà les xiquetes" i que "Un hauria de mantenir una major vigilància sobre els infants. Cadascú de vostès."

## Repartiment

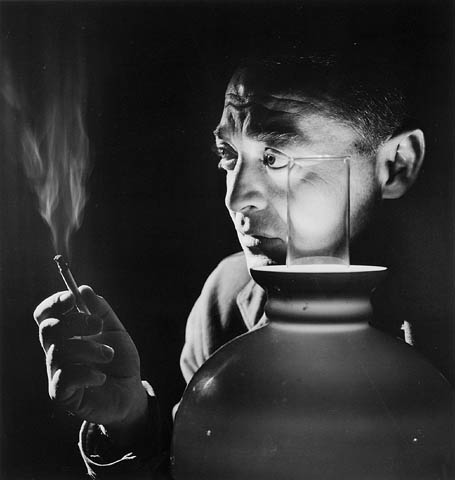
Peter Lorre, protagonista de la pel·lícula.

- Peter Lorre com Hans Beckert. M va ser el seu primer treball com a protagonista, i va suposar, alhora, tant l'impuls de la seua carrera, com l'encasellament en papers de dolent, que va representar durant anys en pel·lícules posteriors com Mad Love i l'adaptació cinematogràfica de Crim i càstig. Abans de la seua participació en M, els papers de Lorre eren principalment còmics. Amb l'arribada al poder del Nazisme, Lorre, com tants altres actors alemanys de l'època, va fugir del seu país, essent el seu primer gran paper a aquesta nova època el que va realitzar en 1934 a la primera versió de la pel·lícula d'Alfred Hitchcock L'Home que sabia massa. Lorre, que no parlava anglès el va anar aprenent progressivament.[6]
- Otto Wernicke com l'Inspector Karl Lohmann. Wernicke també va saltar a la fama gràcies a M, després de realitzar diversos papers menors a pel·lícules mudes durant una dècada. Després de la seua participació en M va ser un actor molt demandat, i fins i tot va tornar a realitzar el paper de Karl Lohmann a El testament del Doctor Mabuse, de Fritz Lang. Posteriorment, la majoria dels seus papers serien com a actor de repartiment.[7]
- Gustaf Gründgens com Der Schränker (el lladre de caixes fortes). Gründgens també va tenir una reeixida carrera després del seu paper a la pel·lícula, arribant a ser el director d'"Staatliches Schauspielhaus" durant el Tercer Reich.[8]

### Altres actors
- Ellen Widmann com Frau Beckmann
- Inge Landgut com Elsie Beckmann
- Theodor Loos com l'Inspector Groeber
- Friedrich Gnass com Franz, el lladre
- Fritz Odemar com Trampós
- Paul Kemp com Carterista amb sis rellotges
- Theo Lingen com Bauernfänger
- Rudolf Blümner com l'advocat de Beckert
- Georg John com venedor de globus Cec
- Franz Stein com a ministre
- Ernst Stahl-Nachbaur com cap de Policia
- Gerhard Bienert com a secretari criminal
- Karl Platen com Damowit, un vigilant nocturn
- Rosa Valetti com Elisabeth Winkler, la casera de Beckert
- Hertha Von Walther com Prostituta
- Hanna Maron com la xica al cercle de l'inici de la pel·lícula (no apareix als crèdits)
- Klaus Pohl com Testimoni / home amb un sol ull (no apareix als crèdits)

## Producció

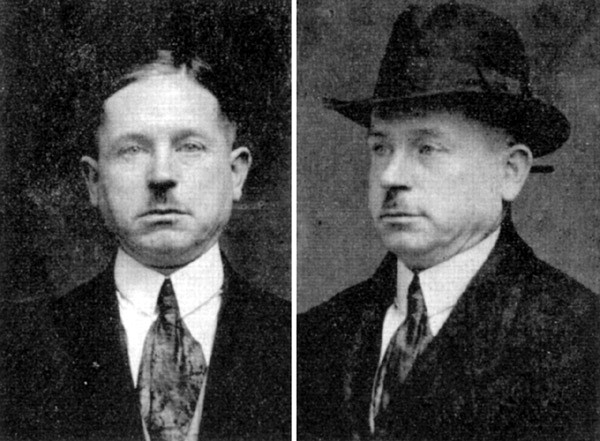
Peter Kürten, El vampir de Düsseldorf.

M, un assassí entre nosaltres està, suposadament, basada en el cas real de l'assassí en sèrie Peter Kürten, conegut com el "Vampir de Düsseldorf", un criminal alemany dels anys 20. Encara que a molts idiomes el títol de la pel·lícula faça referència al "Vampir de Düsseldorf", Lang va negar que la trama fera referència a aquest cas en particular, sinó que a l'època en què ell va realitzar M hi havia a Alemanya diversos assassins amb mètodes semblants, com Haarmann, Grossmann, Kürten, Denke.
El personatge que representa Lorre xiula la melodia d'A la cova del rei de la muntanya de la Suite núm. 1 de Peer Gynt, obra d'Edvard Grieg. Tanmateix, Peter Lorre no sabia xiular, i els xiulets que escoltem a la pel·lícula els realitzava el director, Fritz Lang. Aquesta va ser una de les primeres pel·lícules a utilitzar un leitmotiv, associant-se així A la cova del rei de la muntanya amb el personatge protagonista. L'ús del leitmotiv serveix perquè en escenes posteriors el públic puga saber que l'assassí és a prop, ja que sent el seu xiulet malgrat que Peter Lorre no aparega en pantalla. Aquesta associació d'un tema musical amb un personatge o situació concreta, una tècnica utilitzada prèviament a l'òpera, és ara una tècnica habitual al cinema.
Com amb moltes altres pel·lícules sonores de principis dels anys 30, M va ser tornada a gravar parcialment, amb actors (incloent-hi Lorre) que reinterpreten la pel·lícula en altres llengües, destinades als mercats internacionals, tècnica abandonada amb l'aparició del doblatge i el subtitulat. Una versió completa de la versió refilmada en llengua anglesa i la versió francesa de 1982 (M le maudit, un curtmetratge dirigit per Claude Chabrol) s'han inclòs en la versió en DVD i Blu-ray de Criterion Collection, el 2010. Tanmateix, existeix una versió en francès de la pel·lícula, feta a Alemanya als anys 30, que, com la versió en anglès, va ser regravada. Tanmateix, aquesta versió (descoberta als anys 90 i que als últims anys només ha estat emesa per televisió per cable a França) no s'ha inclòs en cap versió en DVD o Blu-ray.

## Efecte sonor
M és una pel·lícula de transició en molts sentits, entre el terreny de les imatges silencioses i parlades. Combina seqüències de diàleg amb seqüències silencioses que contenen música o efectes de so. Lang va editar el so de la mateixa manera que les imatges, utilitzant-lo amb moderació i control per aconseguir efectes específics. Quan la petita Elsie és segrestada al principi de la pel·lícula sentim la conversa de l'assassí amb ella juntament amb el seu xiulet de leitmotiv, però només veiem la seva ombra (irònicament superposada sobre un signe de recompensa per la seva captura). El xiulet se succeeix al llarg de la pel·lícula, quedant com una pista perdurable de la presència de l'assassí abans que mai li veguéssim la cara.

### El silenci
El que més cimenta el llegat de M en la història del cinema és el seu disseny sonor. Tot i que l'ús del so en les pel·lícules anteriors a M aconseguia poc a part d'alliberar-se de la necessitat de targetes de títols, el thriller de Fritz Lang va fer un pas més i va fer una pel·lícula que girava entorn del so. Quan comença la pel·lícula, abans fins i tot de veure's res, sentim parlar una nena petita. Està jugant a un joc que consisteix a cantar sobre "el desagradable home del sac", en referència a l'assassí a què encara no ens han introduït. És la manera de Fritz Lang d'explicar immediatament a l'audiència de què tracta la pel·lícula i també de demanar-li que es concentri realment en allò que sent.

Durada dels silencis musicals.

La seva clau per utilitzar efectivament el so és fer-lo servir amb moderació. De fet, això ho demostra el fet que M no té cap banda sonora en absolut. O, més precisament, no presenta cap partitura musical. L'àudio complet de la pel·lícula està format per una barreja de diferents sons destinada a submergir totalment el públic en el muntatge de la pel·lícula. Lang no omple les llacunes amb música dramàtica innecessària. Més aviat permet que el so del silenci es mantingui en les ments del públic. D'aquesta manera acumula suspens i també fa que ressaltin més els sons.
Un exemple de com s'utilitza el so per sorprendre és quan a pocs minuts de la pel·lícula una noia està a punt de travessar una carretera. Una trompa del cotxe sona abans de passar de dreta a esquerra, alarmant tant el pública com la noia. El que això fa és donar vida a aquest carrer i fer l'ambientació més tridimensional fent adonar que existeix fora dels límits de la pantalla.

### 'A la Cova del Rei de la Muntanya'
Potser el resultat més important de l'edició de so de Lang és ser el primer a utilitzar el so pel seu increïble poder associatiu. A la pel·lícula no hi ha cap partitura musical. Tanmateix, hi ha una excepció a la regla.

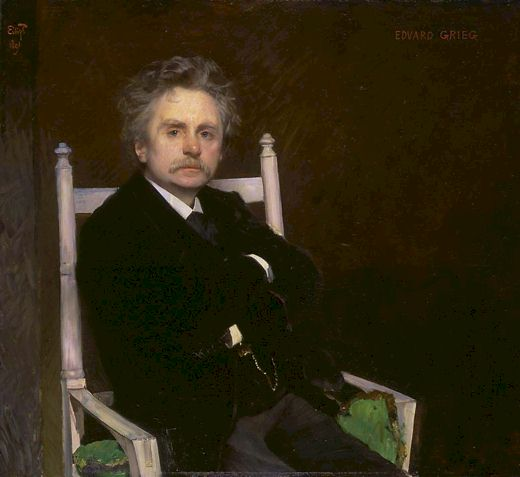
Edvard Grieg, 1891.

Quan Elsie Beckmann, una nena petita, se'n va a casa des de l'escola i se li acosta Hans Beckert, no en veiem la cara. Ell li compra un globus d'un venedor ambulant cec mentre xiula fortament un tema anomenat 'A la Sala del Rei de la Muntanya' per Edvard Grieg. Es descobreix poc després que Elsie ha estat assassinada. Sempre que se sent la melodia més endavant a la pel·lícula, recorda la seva presència i informa que està a prop, encara que no sigui visible.
És el que es coneix com a leitmotiv, definit com una peça de música recurrent que s'associa a una persona, ubicació o idea específica. Moltes pel·lícules presenten un leitmotiv. A Star Wars, hi ha la Marxa Imperial de Darth Vader. Els taurons de Jaws tenen un leitmotiv, el parc del Jurassic Park en tenen un, i Titanic i The Lord of the Rings en tenen diversos. El més probable és que s'hagin sentit tots aquests exemples, però Fritz Lang va ser un dels primers a utilitzar el leitmotiv.
Un leitmotiv és eficaç per evocar una certa emoció en el públic. De la mateixa manera que el tema The Imperial March i el tema de Tauró fan sentir por, el xiulet ominós de Hans Beckert té el mateix impacte. El leitmotiv genera un poderós suspens i fa aterrar la probabilitat que una altra nena innocent sigui assassinada a mans d'aquest criminal.
Tan eficaç és aquesta tècnica que molt després d'acabar-la de veure el so es manté al cap i fa recordar el personatge de Hans Beckert. Però el que fa del leitmotiv un cop de genialitat és que el tema té una importància dins la trama de la pel·lícula. El xiulet de Beckert condueix a la seva pròpia caiguda, ja que el venedor cec del principi de la pel·lícula reconeix el so i incrimina l'assassí, donant lloc a una persecució que el porta a ser atrapat.

## Remake
El 1951, Joseph Losey en va fer una nova versió a Hollywood, canviant l'acció de Berlín a Los Angeles amb David Wayne com a protagonista.

## Reconeixement
Va quedar en la posició 33 de la llista The 100 Best Films Of World Cinema (les 100 millors pel·lícules del cinema mundial) per la revista britànica Empire el 2010.